# 巡田乡
巡田乡，是中华人民共和国湖南省邵陽市新宁县下辖的一个乡镇级行政单位。

## 行政区划
巡田乡下辖以下地区：
巡江村、茶花村、腊元村、桐古村、柘田村、中星村、柳山村、龙宫村、老屋村、石井村、石山村、西蒋村、花田村、甘井村、长铺村、桂山村和大和村。